# Dig Out Your Soul Tour
Dig Out Your Soul Tour è l'ottavo tour musicale del gruppo musicale Oasis, svoltosi dall'agosto 2008 all'agosto 2009 per promuovere l'album Dig Out Your Soul.
Il tour è iniziato al WaMu Theatre di Seattle, negli Stati Uniti d'America, il 26 agosto 2008 e si sarebbe dovuto concludere il 30 agosto 2009 all'I-Day Festival di Milano, in Italia. Il 28 agosto 2009, però, a seguito di una rissa tra i fratelli Gallagher, avvenuta dietro le quinte pochi minuti prima dell'inizio dell'esibizione, il manager della band annunciò la cancellazione del concerto previsto al festival Rock en Seine, a Parigi, la cancellazione del tour europeo e la fine del gruppo, riferendosi ad una prossima imminente dichiarazione di Noel Gallagher.

Due ore dopo, poco prima di mezzanotte, sul sito web ufficiale della band, comparve la seguente dichiarazione di Noel Gallagher: 
(Noel Gallagher)

## Sinossi
Prima che la band iniziasse il tour il cantautore e chitarrista Noel Gallagher disse scherzosamente che considerava l'idea di battere l'A Bigger Bang Tour dei Rolling Stones, che fu il tour con i maggiori incassi di tutti i tempi con 558 milioni di dollari di guadagni e durò più di due anni. Gallagher tornò sull'argomento un anno e mezzo dopo, dicendo che il tour non si sarebbe svolto e adducendo come motivo la stanchezza.
Il 12 maggio 2008 il batterista Zak Starkey, a causa di svariate incongruenze tra i progetti degli Who e quelli degli Oasis, lasciò il gruppo dei fratelli Gallagher per dedicarsi a tempo pieno all'attività con gli Who. Al suo posto subentrò, sempre come membro non ufficiale, Chris Sharrock, noto al pubblico per essere stato il batterista di Robbie Williams.
Il 14 agosto 2008 la band tenne uno spettacolo speciale per pochi fan negli studi di Black Island a Londra. L'esibizione, chiamata Standing on the Edge of the Noise, era caratterizzata da un'atmosfera raccolta, che fece da preludio al tour mondiale. La scaletta includeva alcuni dei brani più vecchi degli Oasis, ma, sorprendentemente, anche una traccia tratta da Be Here Now, My Big Mouth. Raramente la band suonava dal vivo le canzoni dell'album Be Here Now, di solito in occasioni speciali e sessioni acustiche. Durante i soundcheck del tour furono eseguite diverse canzoni della band, tra cui Gas Panic!, The Turning e Bag It Up, così come nuove canzoni come Everybody's on the Run, If I Had a Gun..., Stop the Clocks e A Simple Game of Genius, tutti brani registrati, negli anni a venire, per il progetto solista di Noel, Noel Gallagher's High Flying Birds, ma mai eseguiti dal vivo durante il tour di Dig Out Your Soul.
Il 7 settembre 2008, durante l'esecuzione del brano Morning Glory al Virgin Festival di Toronto, un 47enne canadese ubriaco, eludendo la security, corse sul palco e colpì Noel Gallagher con violenza alla schiena, facendolo cadere a terra. Il fratello di Noel, Liam, cercò di colpire l'aggressore con un pugno, mancandolo. Dopo una lunga attesa il concerto riprese e si concluse regolarmente. Al termine dello spettacolo Noel si recò in ospedale, dove gli fu diagnosticata la rottura di tre costole. L'uomo fu condannato a dodici mesi di arresti domiciliari.
A causa della rottura di tre costole riportate da Noel nell'incidente al Virgin Festival, quattro concerti furono rinviati, incluso lo spettacolo del 9 settembre nella città canadese di London e i primi tre spettacoli della sezione europea del tour. Inoltre il concerto del 12 settembre a New York fu cancellato.
Dopo l'incidente di Toronto dell'inizio di settembre, per il resto dei concerti del 2008 la sicurezza si concentrò sugli effetti personali degli spettatori del tour. Dopo l'inizio del tour estivo, la situazione si allentò notevolmente ai concerti svoltisi allo Slane Castle, in Irlanda, dove molte migliaia di persone avevano superato i cancelli di sicurezza senza essere perquisite, esortando anche molte altre persone che non avevano pagato il biglietto ad entrare per assistere al concerto.
Il concerto alla Wembley Arena di Londra del 16 ottobre 2008 fu trasmesso in diretta nel Regno Unito e in Irlanda su MTV One e il 24 ottobre gli Oasis esaurirono le vendite dei biglietti in un solo giorno nel Regno Unito, vendendo oltre 500.000 tagliandi in 7 ore.
Il 2 febbraio 2009 gli Oasis si esibirono al Mediolanum Forum di Assago, vicino a Milano, davanti a un pubblico di 12.000 persone, tornando in Italia dopo tre anni. La tappe italiane del febbraio 2009, incluse nel tour europeo della band, comprendevano anche Roma, Treviso, Bolzano e Firenze.
Il 28 febbraio 2008 gli Oasis furono informati dai loro promotori cinesi che le autorità del paese asiatico avevano revocato le loro licenze per esibirsi e, di conseguenza, cancellato i loro concerti a Shanghai e Pechino. Secondo i promotori il governo cinese aveva scoperto che Noel Gallagher si era esibito ad un concerto di beneficenza per il Tibet libero a New York nel 1997. Sulla sua pagina MySpace la band aveva espresso disappunto e sconcerto per la decisione.
Il 1º aprile 2009 gli Oasis si esibirono allo stadio Olimpico di Seoul, tre anni dopo il loro ultimo concerto in Corea del Sud. Durante lo spettacolo Noel commentò che era "bello essere tornato. Sembra che siate diventati più pazzi".
Il 30 aprile 2009 gli Oasis tennero il loro primo concerto a Lima, in Perù, facendo registrare il tutto esaurito allo stadio Nazionale e suonando per più di 48.000 spettatori. Durante un'intervista in Cile prima dello spettacolo a Santiago, Andy Bell insieme a Gem Archer disse che il concerto di Lima era forse il suo concerto preferito e il migliore che avesse mai fatto con la band, definendolo "davvero incredibile".
Durante alcune interviste dell'inizio del 2009 Noel aveva dichiarato che questo sarebbe potuto essere l'ultimo tour degli Oasis o che ci sarebbe stata una pausa dai tour per diversi anni a causa della stanchezza.
Il 4 giugno 2009 gli Oasis tennero il primo di tre concerti a Heaton Park, a Manchester, e furono costretti lasciare il palco due volte a causa di un guasto al generatore elettrico. Tennero dunque un terzo concerto gratuito nello stesso luogo, per rimborsare quanti avevano acquistato i biglietti perlo spettacolo.
Il 9 luglio 2009 gli Oasis tennero allo stadio di Wembley un grande concerto. Nell'occasione Noel dedicò il brano Live Forever al cantautore Richard Ashcroft, suo amico, che era tra la folla a guardare lo spettacolo.
Il 23 agosto 2009 la band ha cancellato la propria partecipazione da headliner (artista principale) al V Festival di Chelmsford, adducendo come motivazione ufficiale la laringite di cui soffriva Liam Gallagher. Iniziarono, tuttavia, a circolare voci secondo cui che una rottura in seno alla band fosse imminente. L'esibizione del 22 agosto 2009 al V Festival di Weston Park sarebbe stata l'ultimo concerto degli Oasis.
Il 28 agosto seguente, a tre date dalla conclusione del tour, l'esibizione degli Oasis al festival Rock en Seine di Parigi fu annullata dopo un violento litigio dietro le quinte tra i fratelli Gallagher, nel corso del quale furono sfasciate due chitarre. In seguito all'accaduto Noel Gallagher lasciò il luogo del concerto a pochi minuti dall'inizio dello spettacolo e qualche ora dopo annunciò con un comunicato sul sito della band il proprio abbandono ufficiale al gruppo, sancendo di fatto lo scioglimento degli Oasis.

## Formazione
- Liam Gallagher – voce
- Noel Gallagher – chitarra solista
- Gem Archer – chitarra ritmica
- Andy Bell – basso, pianoforte

### Altri musicisti
- Chris Sharrock – batteria
- Jay Darlington - tastiera

## Scaletta
Questa scaletta è rappresentativa dello spettacolo dell'11 luglio 2009 a Londra, Inghilterra.
1. Rock 'n' Roll Star
2. Lyla
3. The Shock of the Lightning
4. Cigarettes & Alcohol
5. Roll with It
6. To Be Where There's Life
7. Waiting for the Rapture
8. The Masterplan
9. Songbird
10. Slide Away
11. Morning Glory
12. My Big Mouth
13. The Importance of Being Idle
14. Half the World Away
15. I'm Outta Time
16. Wonderwall
17. Supersonic
18. Live Forever
19. Don't Look Back in Anger (acustica)
20. Falling Down
21. Champagne Supernova
22. I Am the Walrus

Altre canzoni eseguite:
- The Meaning of Soul
- Ain't Got Nothin'
- Whatever

## Date
| Data              | Città             | Stato            | Luogo                                         | Artisti d'apertura | Biglietti venduti / Biglietti disponibile | Incasso      |
| Nord America      | Nord America      | Nord America     | Nord America                                  | Nord America       | Nord America                              | Nord America |
| ----------------- | ----------------- | ---------------- | --------------------------------------------- | ------------------ | ----------------------------------------- | ------------ |
| 26 agosto 2008    | Seattle           | Stati Uniti      | WaMu Theater                                  |                    | N.D.                                      | N.D.         |
| 27 agosto 2008    | Vancouver         | Canada           | GM Place                                      |                    | N.D.                                      | N.D.         |
| 29 agosto 2008    | Edmonton          | Canada           | Rexall Place                                  | 10 684 / 10 684    | $598 507                                  |              |
| 30 agosto 2008    | Calgary           | Canada           | Pengrowth Saddledome                          | N.D.               | N.D.                                      |              |
| 1º settembre 2008 | Winnipeg          | Canada           | MTS Center                                    | N.D.               | N.D.                                      |              |
| 4 settembre 2008  | Ottawa            | Canada           | Scotiabank Place                              | N.D.               | N.D.                                      |              |
| 5 settembre 2008  | Montréal          | Canada           | Bell Center                                   | N.D.               | N.D.                                      |              |
| 7 settembre 2008  | Toronto           | Canada           | Island Park                                   | N.D.               | N.D.                                      |              |
| Europa            |                   |                  |                                               |                    |                                           |              |
| 7 ottobre 2008    | Liverpool         | Inghilterra      | Echo Arena Liverpool                          |                    | N.D.                                      | N.D.         |
| 8 ottobre 2008    | Liverpool         | Inghilterra      | Echo Arena Liverpool                          |                    | N.D.                                      | N.D.         |
| 10 ottobre 2008   | Sheffield         | Inghilterra      | Sheffield Arena                               |                    | N.D.                                      | N.D.         |
| 11 ottobre 2008   | Sheffield         | Inghilterra      | Sheffield Arena                               |                    | N.D.                                      | N.D.         |
| 13 ottobre 2008   | Birmingham        | Inghilterra      | National Indoor Arena                         |                    | N.D.                                      | N.D.         |
| 14 ottobre 2008   | Birmingham        | Inghilterra      | National Indoor Arena                         |                    | N.D.                                      | N.D.         |
| 16 ottobre 2008   | Londra            | Inghilterra      | Wembley Arena                                 |                    | N.D.                                      | N.D.         |
| 17 ottobre 2008   | Londra            | Inghilterra      | Wembley Arena                                 |                    | N.D.                                      | N.D.         |
| 20 ottobre 2008   | Bournemouth       | Inghilterra      | Bournemouth International Centre              |                    | N.D.                                      | N.D.         |
| 21 ottobre 2008   | Bournemouth       | Inghilterra      | Bournemouth International Centre              |                    | N.D.                                      | N.D.         |
| 23 ottobre 2008   | Cardiff           | Galles           | International Arena                           |                    | N.D.                                      | N.D.         |
| 24 ottobre 2008   | Cardiff           | Galles           | International Arena                           |                    | N.D.                                      | N.D.         |
| 26 ottobre 2008   | Londra            | Inghilterra      | Roundhouse                                    |                    | N.D.                                      | N.D.         |
| 29 ottobre 2008   | Belfast           | Irlanda del Nord | Odyssey Arena                                 |                    | N.D.                                      | N.D.         |
| 30 ottobre 2008   | Belfast           | Irlanda del Nord | Odyssey Arena                                 |                    | N.D.                                      | N.D.         |
| 1º novembre 2008  | Aberdeen          | Scozia           | Aberdeen Exhibition and Conference Centre     |                    | N.D.                                      | N.D.         |
| 2 novembre 2008   | Aberdeen          | Scozia           | Aberdeen Exhibition and Conference Centre     |                    | N.D.                                      | N.D.         |
| 4 novembre 2008   | Glasgow           | Scozia           | Scottish Exhibition and Conference Centre     |                    | N.D.                                      | N.D.         |
| 5 novembre 2008   | Glasgow           | Scozia           | Scottish Exhibition and Conference Centre     |                    | N.D.                                      | N.D.         |
| 7 novembre 2008   | Colonia           | Germania         | Gloria Theatre                                |                    | N.D.                                      | N.D.         |
| 8 novembre 2008   | Copenaghen        | Danimarca        | Falkoner Theatre                              |                    | N.D.                                      | N.D.         |
| 10 novembre 2008  | Parigi            | Francia          | Bataclan                                      |                    | N.D.                                      | N.D.         |
| Nord America      |                   |                  |                                               |                    |                                           |              |
| 25 novembre 2008  | Città del Messico | Messico          | Palacio de los Deportes                       |                    | N.D.                                      | N.D.         |
| 26 novembre 2008  | Città del Messico | Messico          | Palacio de los Deportes                       |                    | N.D.                                      | N.D.         |
| 28 novembre 2008  | Guadalajara       | Messico          | Arena VFG                                     |                    | N.D.                                      | N.D.         |
| 29 novembre 2008  | Monterrey         | Messico          | Arena Monterrey                               |                    | N.D.                                      | N.D.         |
| 3 dicembre 2008   | Oakland           | Stati Uniti      | Oracle Arena                                  |                    |                                           |              |
| 4 dicembre 2008   | Los Angeles       | Stati Uniti      | Staples Center                                | 9 298 / 11 160     | $580 472                                  |              |
| 6 dicembre 2008   | Las Vegas         | Stati Uniti      | The Pearl                                     | N.D.               | N.D.                                      |              |
| 8 dicembre 2008   | Denver            | Stati Uniti      | Broomfield Events Center                      | N.D.               | N.D.                                      |              |
| 10 dicembre 2008  | Minneapolis       | Stati Uniti      | Target Center                                 | N.D.               | N.D.                                      |              |
| 12 dicembre 2008  | Chicago           | Stati Uniti      | Allstate Arena                                | 6 910 / 7 500      | $420 659                                  |              |
| 13 dicembre 2008  | Detroit           | Stati Uniti      | The Palace of Auburn Hills                    |                    |                                           |              |
| 15 dicembre 2008  | London            | Canada           | John Labatt Centre                            | 7 072 / 8 107      | $346 145                                  |              |
| 17 dicembre 2008  | New York          | Stati Uniti      | Madison Square Garden                         |                    |                                           |              |
| 19 dicembre 2008  | Camden            | Stati Uniti      | Susquehanna Bank Center                       | 5 405 / 6 934      | $344 393                                  |              |
| 20 dicembre 2008  | Washington        | Stati Uniti      | Patriot Center                                | 6 538 / 7 000      | $454 391                                  |              |
| Europa            |                   |                  |                                               |                    |                                           |              |
| 12 gennaio 2009   | Nantes            | Francia          | Le Zenith                                     |                    |                                           |              |
| 13 gennaio 2009   | Bruxelles         | Belgio           | Forest National                               |                    |                                           |              |
| 15 gennaio 2009   | Dresda            | Germania         | Messehalle                                    |                    |                                           |              |
| 16 gennaio 2009   | Amburgo           | Germania         | Alsterdorfer Sporthalle                       |                    |                                           |              |
| 18 gennaio 2009   | Berlino           | Germania         | Treptow Arena                                 |                    |                                           |              |
| 21 gennaio 2009   | Amsterdam         | Paesi Bassi      | Heineken Music Hall                           |                    |                                           |              |
| 22 gennaio 2009   | Amsterdam         | Paesi Bassi      | Heineken Music Hall                           |                    |                                           |              |
| 30 gennaio 2009   | Lilla             | Francia          | Le Zenith                                     |                    |                                           |              |
| 31 gennaio 2009   | Bordeaux          | Francia          | Espace Médoquine                              |                    |                                           |              |
| 2 febbraio 2009   | Assago            | Italia           | Mediolanum Forum                              |                    |                                           |              |
| 4 febbraio 2009   | Düsseldorf        | Germania         | Philipshalle                                  |                    |                                           |              |
| 12 febbraio 2009  | Madrid            | Spagna           | Palacio de Deportes de la Comunidad de Madrid |                    |                                           |              |
| 13 febbraio 2009  | Barcellona        | Spagna           | Pabellón Olímpico de Badalona                 |                    |                                           |              |
| 15 febbraio 2009  | Lisbona           | Portogallo       | Pavilhão Atlântico                            |                    |                                           |              |
| 17 febbraio 2009  | Tolosa            | Francia          | Le Zenith                                     |                    |                                           |              |
| 18 febbraio 2009  | Marsiglia         | Francia          | Le Dôme                                       |                    |                                           |              |
| 20 febbraio 2009  | Roma              | Italia           | PalaLottomatica                               |                    |                                           |              |
| 21 febbraio 2009  | Villorba          | Italia           | Palaverde                                     |                    |                                           |              |
| 23 febbraio 2009  | Bolzano           | Italia           | Palaonda                                      |                    |                                           |              |
| 24 febbraio 2009  | Firenze           | Italia           | Nelson Mandela Forum                          |                    |                                           |              |
| 26 febbraio 2009  | Vienna            | Austria          | Wiener Stadthalle                             |                    |                                           |              |
| 27 febbraio 2009  | Monaco di Baviera | Germania         | Zenith                                        |                    |                                           |              |
| 1º marzo 2009     | Zurigo            | Svizzera         | Hallenstadion                                 |                    |                                           |              |
| 3 marzo 2009      | Parigi            | Francia          | Palais omnisports de Paris-Bercy              |                    |                                           |              |
| Asia              |                   |                  |                                               |                    |                                           |              |
| 18 marzo 2009     | Nagoya            | Giappone         | Nagoya Civic General Gymnasium                |                    |                                           |              |
| 20 marzo 2009     | Tokyo             | Giappone         | Makuhari House                                |                    |                                           |              |
| 22 marzo 2009     | Sapporo           | Giappone         | Makomanai Ice Arena                           |                    |                                           |              |
| 24 marzo 2009     | Osaka             | Giappone         | Intex Osaka                                   |                    |                                           |              |
| 25 marzo 2009     | Osaka             | Giappone         | Intex Osaka                                   |                    |                                           |              |
| 28 marzo 2009     | Chiba             | Giappone         | Makuhari House                                |                    |                                           |              |
| 29 marzo 2009     | Chiba             | Giappone         | Makuhari House                                |                    |                                           |              |
| 1º aprile 2009    | Seul              | Corea del Sud    | Olympic Gymnasium                             |                    |                                           |              |
| 3 aprile 2009     | Pechino           | Cina             | Capital Arena                                 |                    |                                           |              |
| 5 aprile 2009     | Shanghai          | Cina             | Grand Stage                                   |                    |                                           |              |
| 7 aprile 2009     | Hong Kong         | Hong Kong        | Asia World Arena                              |                    |                                           |              |
| Africa            |                   |                  |                                               |                    |                                           |              |
| 10 aprile 2009    | Johannesburg      | Sudafrica        | Newmarket Racecourse                          |                    |                                           |              |
| 13 aprile 2009    | Città del Capo    | Sudafrica        | Ostrich Farm                                  |                    |                                           |              |
| Asia              |                   |                  |                                               |                    |                                           |              |
| 15 aprile 2009    | Singapore         | Singapore        | Singapore Indoor Stadium                      |                    |                                           |              |
| Sud America       |                   |                  |                                               |                    |                                           |              |
| 28 aprile 2009    | Caracas           | Venezuela        | Campo de Fútbol USB                           |                    | N.D.                                      | N.D.         |
| 30 aprile 2009    | Lima              | Perù             | Estadio Nacional del Perú                     | 41 729 / 41 729    | $1 648 131                                |              |
| 3 maggio 2009     | Buenos Aires      | Argentina        | Estadio Monumental Antonio Vespucio Liberti   | 48 965 / 66 269    | $1 402 819                                |              |
| 5 maggio 2009     | Santiago del Cile | Cile             | Movistar Arena                                | N.D.               | N.D.                                      |              |
| 7 maggio 2009     | Rio de Janeiro    | Brasile          | Citibank Hall                                 | N.D.               | N.D.                                      |              |
| 9 maggio 2009     | San Paolo         | Brasile          | Pólo de Arte e Cultura do Anhembi             | 19 259 / 30 400    | $1 221 043                                |              |
| 10 maggio 2009    | Curitiba          | Brasile          | Pedreira Paulo Leminski                       | N.D.               | N.D.                                      |              |
| 12 maggio 2009    | Porto Alegre      | Brasile          | Gigantinho                                    | 12 897 / 13 262    | $643 350                                  |              |
| Europa            |                   |                  |                                               |                    |                                           |              |
| 4 giugno 2009     | Manchester        | Inghilterra      | Heaton Park                                   |                    | N.D.                                      | N.D.         |
| 6 giugno 2009     | Manchester        | Inghilterra      | Heaton Park                                   |                    | N.D.                                      | N.D.         |
| 7 giugno 2009     | Manchester        | Inghilterra      | Heaton Park                                   |                    | N.D.                                      | N.D.         |
| 10 giugno 2009    | Sunderland        | Inghilterra      | Stadium of Light                              |                    | N.D.                                      | N.D.         |
| 12 giugno 2009    | Cardiff           | Galles           | Millennium Stadium                            |                    | N.D.                                      | N.D.         |
| 14 giugno 2009    | Vienne            | Francia          | Théâtre Antique de Vienne                     |                    | N.D.                                      | N.D.         |
| 17 giugno 2009    | Edimburgo         | Scozia           | Murrayfield Stadium                           |                    | N.D.                                      | N.D.         |
| 20 giugno 2009    | Dublino           | Irlanda          | Slane Castle                                  |                    | 80 241 / 80 241                           | $7 991 543   |
| 2 luglio 2009     | Werchter          | Belgio           | Festival Site                                 | N.D.               | N.D.                                      |              |
| 3 luglio 2009     | Roskilde          | Danimarca        | Darupvej                                      | N.D.               | N.D.                                      |              |
| 7 luglio 2009     | Coventry          | Inghilterra      | Ricoh Arena                                   | N.D.               | N.D.                                      |              |
| 9 luglio 2009     | Londra            | Inghilterra      | Wembley Stadium                               | N.D.               | N.D.                                      |              |
| 11 luglio 2009    | Londra            | Inghilterra      | Wembley Stadium                               | N.D.               | N.D.                                      |              |
| 12 luglio 2009    | Londra            | Inghilterra      | Wembley Stadium                               | N.D.               | N.D.                                      |              |
| 14 luglio 2009    | Saint Austell     | Inghilterra      | Eden Project                                  | N.D.               | N.D.                                      |              |
| 16 luglio 2009    | Benicasim         | Spagna           | Festival Internacional de Benicàssim          | N.D.               | N.D.                                      |              |
| 18 luglio 2009    | Berna             | Svizzera         | Gurtenfestival                                | N.D.               | N.D.                                      |              |
| 19 luglio 2009    | Dessau            | Germania         | Melt Festival                                 | N.D.               | N.D.                                      |              |
| 21 luglio 2009    | Londra            | Inghilterra      | Roundhouse                                    | N.D.               | N.D.                                      |              |
| Asia              |                   |                  |                                               |                    |                                           |              |
| 24 luglio 2009    | Naeba             | Giappone         | Fuji Rock Festival                            |                    | N.D.                                      | N.D.         |
| 26 luglio 2009    | Seul              | Corea del Sud    | Jisan Valley Rock Festival                    |                    | N.D.                                      | N.D.         |
| Europa            |                   |                  |                                               |                    |                                           |              |
| 20 agosto 2009    | Bridlington       | Inghilterra      | Bridlington Spa                               |                    | N.D.                                      | N.D.         |
| 22 agosto 2009    | Chelmsford        | Inghilterra      | V Festival                                    |                    | N.D.                                      | N.D.         |
| Totale            | Totale            | Totale           | Totale                                        | Totale             | 248 998 / 283 286 (88%)                   | $15 651 453  |

### Concerti annullati
| Data           | Città       | Stato       | Luogo                  |
| -------------- | ----------- | ----------- | ---------------------- |
| 23 agosto 2009 | Weston Park | inghilterra | V Festival             |
| 28 agosto 2009 | Parigi      | Francia     | Festival Rock en Seine |
| 29 agosto 2009 | Costanza    | Germania    | Rock am See Festival   |
| 30 agosto 2009 | Milano      | Italia      | I-Day Festival         |